# Гай Флавій Фімбрія (консул 104 року до н. е.)
Гай Флавій Фімбрія (лат. Gaius Flavius Fimbria; ? — 91 до н. е.) — політичний, держжавний та військовий діяч Римської республіки, консул 104 року до н. е. Відзначався красномовством (на його промовах навчався Цицерон).

## Життєпис
Походив з плебейського роду. Його батько Гай Флавій Фімбрія першим зумів здобути магістратури. 
У 107 році до н. е. став претором. У 104 році до н. е. його обрано консулом разом з Гаєм Марієм. Як провінцію отримав у 103 році до н. е. Нарбонську Галлію, де залишався до 102 року до н. е. Після повернення до Риму був звинувачений Марком Гратидієм у зловживанням, втім Фімбрію було виправдано.
У 100 році до н. е. брав участь у придушенні повстання Луція Аппулея Сатурніна. Помер у 91 році до н. е.

## Правництво
Свого часу був відомим та популярним адвокатом. Відомості про його виступах у суді збереглися лише за згадками Цицерона, який відмічав емоціональність та експресію Фімбрії під час його виступів у суді.

## Родина
- Гай Флавій Фімбрія, легат, прихильник Гая Марія